# عياد أبلال
عياد أبلال، (ولد بتاريخ 1 يناير 1974، في تازة)، كاتب ومترجم مغربي، وباحث أكاديمي في علم الاجتماع وأنتروبولوجيا الثقافة، حائز على جائزة المغرب للكتاب سنة 2019، صنف العلوم الاجتماعية، عن كتاب الجهل المركب، الدين والتدين وإشكالية تغيير المعتقد الديني بالعالم العربي، عن مؤسسة مؤمنون بلا حدودسنة 2018. وهو أحد مترجمي بعض أعمال الأنثروبولوجي وعالم الاجتماع الفرنسي دافيد لوبروتون.

## مسيرته
عياد أبلال من مواليد فاتح يناير 1974، ولد في قرية قصبة بني ورياغل بنواحي مدينة تازة، نشأ وترعرع في الحي العسكري بتازة، حيث كان أبوه جنديا بالقوات المسلحة الملكية. درس الابتدائي بمدرسة المعسكر، ومنها انتقل إلى إعدادية مولاي رشيد بالمدينة نفسها، كان توجهه علميا، فاختار أن يدرس العلوم الزراعية بمدينة تاهلة، لكن اضطرته الظروف المادية إلى أن يتخلى عن تتمة دراساته العليا بفرنسا، حيث كان المغرب في ثمانينيات القرن الماضي يرسل طلبة العلوم الزراعية لتتمة الدراسة بفرنسا أو بلجيكا عبر اتفاقيات التعاون الثنائي، ورغم تفوقه في العلوم الزراعية، فإنه لم يستطع تتمة دراساته بمعهد الزراعة والبيطرة بالرباط للظروف نفسها، ليلتحق بمدرسة تكوين المعلمين، حيث تخرج أستاذا للابتدائي، سنة 1995. لكن هذه الظروف لم تمنعه من حلم متابعة دراساته العليا، لكن هذه المرة، في العلوم الاجتماعية، بحيث حصل على بكالوريا ثانية في الآداب سنة 1996، مكنته من التسجيل في جامعة سيدي محمد بن عبد الله بفاس المغربية، في شعبة الفلسفة بداية، قبل أن يتخصص في علم الاجتماع، حيث حصل على الإجازة، سنة 1999، وبعدها سينتقل إلى جامعة مولاي إسماعيل بمكناس ليحصل على دبلوم الدراسات العليا في وحدة «المرأة والتنمية»، سنة 2005، مباشرة بعد ذلك سيعود للجامعة الأصل، ليحصل على دكتوراه في النقد الحديث، وكان موضوع أطروحته أنثربولوجيا الأدب، سنة 2010، ولأن حلم العلوم الاجتماعية ظل قائما، سوف ينتقل عياد أبلال إلى جامعة محمد الخامس بالرباط، ليحصل على دكتوراه ثانية في علم الاجتماع الديني في سنة 2016. وعلى التأهيل الجامعي في أنثربولوجيا الثقافة. طيلة هذا المشوار الجامعي، انتقل عياد أبلال مهنيا من التعليم الابتدائي إلى الثانوي، مرورا بالإعدادي، ومنه إلى الجامعي، حيث يشتغل الآن أستاذا جامعيا بالمركز الجهوي لمهن التربية والتكوين لجهة فاس مكناس، وبعدد من الجامعات المغربية كأستاذ زائر.كما يشغل مدير النشر بمجلة باحثون، المجلة المغربية للعلوم الاجتماعية والإنسانية، وهي مجلة فصلية محكمة.
وأيضا كاتب عام اتحاد كتاب المغرب فرع تازة منذ 2012

## مؤلفاته

### الإصدارات الفردية
- الجسد في المجتمعات العربية بين الواقع والنص، مقاربة أنثربولوجية، روافد للنشر والتوزيع، القاهرة.سنة 2019.
- الجهل المركب، الدين والتدين وتغيير المعتقد الديني بالعالم العربي، مؤسسة مؤمنون بلا حدود،  بيروت، سنة  2018 .[5]
- أنثربولوجيا الأدب، دراسة أنثربولوجية للسرد العربي، الطبعة الثانية، روافد للنشر والتوزيع، القاهرة. سنة 2015.[6]
- الحركية الاجتماعية والتحولات السوسيو مجالية بالمغرب، المرأة، الشباب والوعي بالتغيير، روافد للنشر والتوزيع، القاهرة. سنة 2013.
- الإخفاق الاجتماعي بين الجنس، الدين والجريمة، روافد للنشر والتوزيع، القاهرة، سنة 2012.
- أنثربولوجيا الأدب، دراسة أنثربولوجية للسرد العربي، الطبعة الأولى،  روافد للنشر والتوزيع، القاهرة، سنة 2011.
- النسخة الفرنسية لكتاب الهجرة السرية، مقاربة سوسيولوجية، (ترجمة إدريس محمدي)، منشورات سينرجي، سنة 2005 .
- الهجرة السرية، مقاربة سوسيولوجية، منشورات سينرجي، طنجة، سنة 2002.

### الإصدارات الجماعية
- سوسيولوجيا أحمد شراك بين البحث والفكر والثقافة، منشورات كلية الأدب والعلوم الإنسانية، وجدة، سنة 2018.[7]
- بيير بونت: أنثربولوجيا مجتمعات غرب الصحراء، مركز الدراسات الصحراوية، الرباط، 2017.
- الكتاب وأزمة القراءة في العالم العربي، روافد للنشر والتوزيع، القاهرة، سنة 2016.
- محمد الفشتالي سيرة الحياة والكتابة، منشورات اتحاد كتاب المغرب، فرع تازة، سنة 2016.
- تحليل الخطاب، أعمال المؤتمر الدولي السادس للجمعية المصرية لتحليل الخطاب أيام 22-24 أبريل، الهيئة المصرية العامة للكتاب، الطبعة الأولى، سنة 2014.
- القصة القصيرة بين التجريب والتأويل، أشغال المؤتمر العربي الثاني حول القصة القصيرة المنظم من طرف منظمة الشعلة بمراكش، المغرب أيام 21-22-23، مارس، منشورات الشعلة، الدار البيضاء، سنة 2011.
- مآل المجتمعات القروية، التنمية الاقتصادية والحركية الاجتماعية، أشغال الندوة التكريمية لعالم الاجتماع الراحل بول باسكون، الطبعة الأولى، منشورات معهد الزراعة والبيطرة بالرباط (كتاب بالفرنسية)، سنة 2008.
- محمد حاضي الحمياني، الأديب والإنسان، منشورات اتحاد كتاب المغرب، فاس، سنة 2007.

### في الترجمة
- أنثربولوجيا الألم، لدافيد لوبرتون (بالاشتراك ما إدريس المحمدي)، الطبعة الأولى، روافد للنشر والتوزيع، القاهرة، سنة 2019.
- سوسيولوجيا الجسد، لدافيد لوبروتون، (بالاشتراك مع إدريس المحمدي)، الطبعة الثانية، سنة 2017. روافد للنشر والتوزيع، القاهرة. الطبعة الأولى، 2014.
- من الأطلس إلى كومبستولا، لآدم لطفي، الطبعة الأولى، روافد للنشر والتوزيع، القاهرة، سنة 2016.
- رعاة الأطلس، الإنتاج الرعوي، القانون والطقوس، لمحمد مهدي، (بالاشتراك مع إدريس محمدي)، منشورات المركز المغربي للعلوم الاجتماعية، الدار البيضاء، سنة 2015.

### في تقديم الكتب
- النبوة من القرآن إلى الشعر، إعادة ترتيب العالم رمزاً، للدكتورة حياة الخياري، روافد للنشر والتوزيع، القاهرة، سنة 2019.
- الكتابة والتشظي في زمن الفيسبوك، للدكتور عبد السلام فيزازي، روافد للنشر والتوزيع، القاهرة، سنة 2018.
- الحداثة والتنوير في العالم العربي، مجموعة من المؤلفين، روافد للنشر والتوزيع، القاهرة، سنة 2018.
- شبكات التواصل الاجتماعي وصناعة الرأي العالم في العالم العربي، مجموعة من المؤلفين، روافد للنشر والتوزيع، القاهرة، سنة 2018.
- سيميولوجيا الحلم، قراءة في وليمة أعشاب الحلم، لفاطمة قويق، منشورات مقاربات، فاس، سنة 2017 .
- الكتاب وأزمة القراءة في العالم العربي بين الورقي والرقمي، روافد للنشر والتوزيع، القاهرة، سنة 2016.
- محمد الفشتالي سيرة الحياة والكتابة، مجموعة من المؤلفين، منشورات اتحاد كتاب المغرب، فرع تازة، 2016.

## الأنشطة العلمية الوطنية والدولية
شارك في الندوة العلمية الدولية بعنوان: استراتيجيات الثقافة العربية المعاصرة، لمناسبة وجدة عاصمة الثقافة العربية 2018، يومي 28 و 29 نونبر 2018، بكلية الآداب والعلوم الإنسانية وجدة/ المغرب.
شارك في المنتدى الدولي للإبداع والقيادة النسائية الإفريقية أيام: 7-8-9 دجنبر 2017، بمدينة العيون، المغرب.
شارك في المؤتمرالعربي الثاني لمؤسسة مقاربات للصناعات الثقافية حول منهج ياتوت كاملا لمعرفة، المنعقد يومي 28 و 29 أبريل 2017 بفاس / المغرب.
شارك في اليوم الدراسي الدولي حول أسئلة الجسد في المجتمعات العربية، المنظم من قبل مؤسسة مؤمنون بلا حدود، يوم 06 فبراير 2016، بالرباط/ المغرب.
شارك في الندوة الدولية حول الكتاب وأزمة القراءة في العالم العربي، تنظيم اتحاد كتاب المغرب، يومي 09 و10  ماي 2015، بمدينة تازة/ المغرب.
شارك في الندوة الدولية حول منازعات السياسات العمومية في ظل الدستور المغربي الجديد، يومي 15 و 16 أبريل 2015، بالمركز الجهوي لمهن التربية والتكوين، تازة/ المغرب.
شارك في المؤتمر الدولي السادس للرابطة المصرية للنقاد في الفترة من 22 إلى 14 أبريل2014في القاهرة/ مصر.
شارك في الأيام الدراسية حول موضوع أشكال جديدة من الهجرة في البحرالأبيض المتوسط في الفترة من 13 إلى 30 يونيو 2007 تحت شعار: «الحراك الاجتماعي والهجرة غيرالشرعية».في باريس/ فرنسا.
شارك في الجامعة الخريفية حول موضوع أشكال جديدة من الهجرة في البحر المتوسط ضمن أشغال المعهد الأوروبي- المغاربي، من 03-08 نوفمبر 2007/ الجزائر.
شارك في اللقاء الدولي الأول حول العلوم الاجتماعية من 10 إلى 22 نوفمبر 2005 من خلال مداخلة: "الهجرة السرية: الأسباب والعوامل الاجتماعية والاقتصادية، مكناس/ المغرب.

## اهتمامات أخرى
ارتباط الكاتب بمجال علم الاجتماع دفعه إلى المشاركة في تحكيم العديد من المجلات العلمية، مثل:
مجلة عالم الفكر، الكويت.
المجلة العربية للأنثربولوجيا والعلوم الاجتماعية، الجزائر.
مجلة كلية الأدب والعلوم الإنسانية سايس، جامعة سيدي محمد بن عبد الله- فاس، المغرب.
مجلة مقاربات للعلوم الإنسانية، المغرب.

## الجوائز
- جائزة المغرب للكتاب في العلوم الاجتماعية، عن كتاب الجهل المركب، الدين والتدين وإشكالية تغيير المعتقد الديني بالعالم العربي، سنة 2019.[10]
- جائزة أحسن دكتوراه في علم الاجتماع بالمغرب للفترة ما بين 2010 و 2018، عن مؤسسة مقاربات للنشر والصناعات الثقافية بتعاون مع جامعة سيدي محمد بن عبد الله، فاس/ المغرب، سنة 2018.[11]
- شهادة الاستحقاق السنوي لمؤسسة «بنات من أجل الحياة» الكندية، سنة 2016.

## اهتماماته
ما دام الإنسان يعيش في وسط يعج بأنماط مختفلة من البشر، تنتمي إلى فضاءات تتنوع حسب طبيعة الحياة التي اكتسبوها واكتسبتهم من عدة جوانب، كان من الأكيد بزوغ علم يهتم لأمر هؤلاء ودراسة الجوانب المتعددة من حياتهم؛ من أجل فهم طبيعتهم المركبة والمعقدة.
الكاتب المغربي عياد أبلال قام بدراسات متنوعة تصب في مجال علم الإنسان، وعلاقته بمحدد الثقافة، والدين، من خلال مفهوم الدين والتوجهات الجديدة المنتسبة له من قِبل الشباب العربي، بعد جعل صورة الدين متعددة الأبعاد، والقراءات، الرؤى التي تعوز إلى تأثير المعتقد في الذهن وفي الواقع الذي ينجلي في صور شتى، وهذا، مرتبط بالذاكرة الاجتماعية لفئة معينة. آثر الكاتب عياد أبلال أن يغوص في حيثيات هذا التجلي ودرء الضبابية عن الصور الخفية عبر كتابه الجهل المركب، الدين والتدين وتغيير المعتقد الديني بالعالم العربي، مؤسسة مؤمنون بلا حدود، بيروت، 2018.
كما تعد كتب عياد أبلال من بين المؤلفات ذات صبغة اجتماعية محضة، تضم إجابات عن الكثير من الأسئلة التي تؤرق ذهن المثقف العربي، وتصب معظمها في الأنثروبولوجيا الثقافية، حيث الصور التي تزعزع الكيان الثقافي، ومن أجل منح مساحة غير مقيدة للفكر والتنوير، وهذا، لا يتأتى إلا بوجود العقل والعقلانية، باعتبارها قاعدة يتأسس عليها السلوك الإنساني كنوع من أجرأة المعتقد. فلا يمكن توجيه أي فكر نحو توجه إيديولوجي، لأن هذا الفعل، في حد ذاته، طمس لأشكال التفكير، ومنع تحقيق الغنى الفكري المنشود.
لا يمكن للأنثروبولوجي أن يهتم بالإنسان والمجتمع دون ما ينتجه الكائن الإنساني من أعمال إبداعية، فالنص أرض خصبة للدراسة الأنثروبولوجية لكونه انزياحا تخييليا لما يدور في المجتمع، هذا، يساعد على تحقيق تخاطب بين الخطاب الأدبي والخطاب الأنثروبولوجي، لكن، من أجل اكتمال دائرة هذه العلاقة الغنية، وتفعيل التواصل بين شخص قارئ النص والأنثروبولوجي، يقتضي ذلك، النظر إلى الإبداع الأدبي بنظرة تأويلية رمزية، وهذا، هو المنهج الذي انتهجه الكاتب عياد أبلال للتعامل مع النص، باعتباره جسرا منهجيا، يسلط الضوء على مكانة المؤلف في إنتاجه الإبداعي سواء إذا حيا أو ميتا، وهذه الرؤية التأويلية الرمزية، تستوجب الانطلاق من كم هائل من الإبداعات السردية دون التركيز على جهة معينة، أو بلد معين، أو حقبة زمنية بعينها، بل الأخذ بعين الاعتبار الامتداد الجغرافي، والزمني، لتسهيل عملية تكامل مواضيع الأنثروبولوجية المعقدة في هذه الأعداد الهائلة من الإبداعات.
هذه الطريقة لتي اتبعها الكاتب المغربي، تمكن القارئ من الارتقاء من موقع القارئ البسيط، إلى مكانة القارئ الذي يفك رموز النص، عبر العُدة المكتسبة والمرتبطة بمجموعة من التيمات والقضايا الأنثروبولوية التي يتضمنها النص.

## وصلات خارجية
التدين الكرنفالي في السياقين العربي والإسلامي
الإسلام السياسي في العالم العربي؛ من المسجد إلى الجامعة
مؤسسة مقاربات للنشر والتوزيع تنظم أحسن أطروحة دكتوراه في علم الاجتماع